# Иванов, Игорь Викторович (государственный деятель)
Игорь Викторович Иванов (род. 29 октября 1945, Широковский Губахинский район Пермская область) — российский политик. Член Совета Федерации Федерального Собрания РФ от Тульской областной Думы.

## Биография
Родился 29 октября 1945 года в посёлке Широковский Губахинского района Пермской области. В 1971 году окончил Пермский государственный университет по специальности "правоведение". Работал учителем начальных классов. С 1972 по 1975 год, следователь прокуратуры Чернского района. С 1975 по 1981 год, прокурор Каменского района Тульской области. С 1981 по 1986 год, заместитель начальника следственного управления Тульской областной прокуратуры. С 1986 по 1990 год, прокурор Пролетарского района города Тулы. С 1990 по 1993 год, начальник отдела юстиции исполнительного комитета Тульского областного Совета. С 1993 по 1996 год, начальник управления юстиции администрации Тульской области.
С 1996 года, депутат Тульской областной Думы. 17 октября 1996 года избран председателем Тульской областной Думы.

## Награды
- Заслуженный юрист Российской Федерации[1]